# Scinque mabouya
Espèce
Synonymes
- Lacerta mabouya Bonnaterre, 1789
- Scincus cepedii Merrem, 1820
- Mabuya dominicensis Fitzinger, 1826
- Mabuia alliacea Günther, 1885
- Mabuia agilis Günther, 1888
- Mabuia agilis nigropunctata Boulenger, 1887

Statut de conservation UICN

 CR B2ab(v) : 
En danger critique
Le Scinque mabouya aussi appelé Grand scinque de la Martinique ou Mabuya mabouya est une espèce de sauriens de la famille des Scincidae, endémique de l'île de la Martinique  et de la Guadeloupe.  .Cette espèce est classée dans la catégorie des espèces en danger critique d'extinction par l'UICN, mais elle est probablement éteinte.

## Répartition

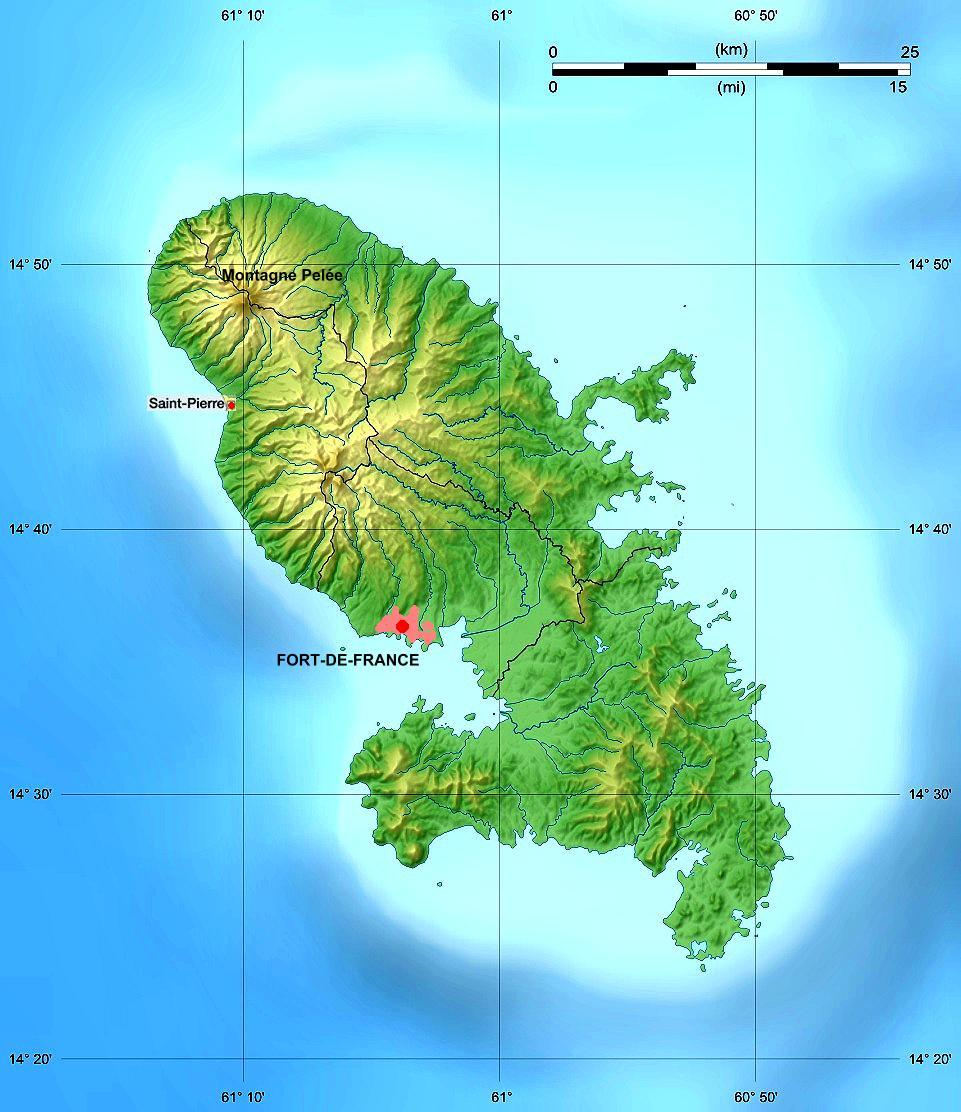
Ile de la Martinique.

Cette espèce est endémique de Martinique Bien que la dernière fois que l'espèce ait été signalée fut en 1889, sa zone d'occupation est estimée inférieure à 10 km2.

## Description
C'est un saurien vivipare. Elle pourrait être éteinte.

## Taxinomie
De nombreuses populations de scinques des Antilles et d'Amérique du Sud ont par le passé été rattachées à cette espèce, elles ont été placées dans divers genres et espèces par Hedges & Conn, 2012. La population de la Dominique est maintenant Mabuya dominicana et celles de Guadeloupe Mabuya guadeloupae, Mabuya grandisterrae, Mabuya desiradae et Mabuya cochonae.

## Statut
Le Scinque mabouya est inscrit sur la liste des espèces en danger critique d'extinction, peut-être éteint, car il se trouve dans un seul endroit défini par la présence d'espèces envahissantes, et qu'un déclin continu du nombre d'individus matures est déduit à la suite de la prédation par des mammifères exotiques comme la mangouste et le rat noir. Les menaces secondaires comprennent la destruction de l'habitat par l'agriculture et l'urbanisation. 

## Publication originale
- Bonnaterre, 1789 : Tableau encyclopédique et méthodique des trois règnes de la nature, Erpétologie. Panckoucke, Paris, p. 1-71.